# 洒拉地坡乡
洒拉地坡乡，是中华人民共和国四川省凉山彝族自治州昭觉县曾经下辖的一个乡。2021年1月12日，撤销洒拉地坡乡，其所属行政区域为三岔河镇的行政区域。

## 行政区划
洒拉地坡乡撤销前下辖以下地区：
拢恩以打村、姐把哪打村、尔打火村、博列格村和洼呷村。